# Élections législatives de 1910 en Charente-Inférieure
 (octobre 2020).
Si vous disposez d'ouvrages ou d'articles de référence ou si vous connaissez des sites web de qualité traitant du thème abordé ici, merci de compléter l'article en donnant les références utiles à sa vérifiabilité et en les liant à la section « Notes et références ».
Les élections législatives de 1910 ont eu lieu les 24 avril et 8 mai 1910.

## Élus
|   | Circonscription     | Député sortant       |  | Groupe parlementaire | Député élu             |  | Groupe parlementaire |
| - | ------------------- | -------------------- |  | -------------------- | ---------------------- |  | -------------------- |
| 1 | Jonzac              | Fernand Larquier     |  | Gauche radicale      | Fernand Larquier       |  | Gauche radicale      |
| 2 | Marennes            | Charles Torchut      |  | Gauche radicale      | Pierre Voyer           |  | Gauche radicale      |
| 3 | Rochefort           | Ernest Braud         |  | Gauche radicale      | Jean-Marie de Lanessan |  | Gauche démocratique  |
| 4 | La Rochelle         | Maurice Roy          |  | Gauche radicale      | André Hesse            |  | Gauche radicale      |
| 5 | 1re de Saintes      | Jean-Octave Lauraine |  | Gauche radicale      | Jean-Octave Lauraine   |  | Gauche radicale      |
| 6 | 2e de Saintes       | Camille Nicolle      |  | Gauche radicale      | Camille Nicolle        |  | Gauche radicale      |
| 7 | Saint-Jean d'Angély | Eugène Réveillaud    |  | Gauche radicale      | Eugène Réveillaud      |  | Gauche radicale      |

## Résultats à l'échelle du département
| Partis         | Partis                                           | Premier tour | Premier tour | Deuxième tour | Deuxième tour | Sièges |
| Partis         | Partis                                           | Voix         | %            | Voix          | %             | Sièges |
| -------------- | ------------------------------------------------ | ------------ | ------------ | ------------- | ------------- | ------ |
|                | Parti républicain, radical et radical-socialiste | 30 710       | 28,41        | 23 396        | 27,09         | 3      |
|                | Action libérale populaire                        | 29 306       | 27,11        | 27 999        | 32,42         | 0      |
|                | Radicaux indépendants                            | 21 948       | 20,30        | 20 265        | 23,46         | 2      |
|                | Alliance républicaine démocratique               | 10 933       | 10,11        | 7 561         | 8,75          | 1      |
|                | Section française de l'Internationale ouvrière   | 6 230        | 5,76         |               |               | 0      |
|                | Fédération républicaine                          | 4 750        | 4,39         | 7 155         | 8,28          | 1      |
|                | Conservateurs                                    | 4 158        | 3,85         |               |               | 0      |
|                | Divers                                           | 75           | 0,07         | 0             |               |        |
|                |                                                  |              |              |               |               |        |
| Inscrits       | Inscrits                                         | 143 798      | 100,00       | 109 988       | 100,00        | 7      |
| Votants        | Votants                                          | 110 224      | 76,65        | 88 608        | 80,56         |        |
| Abstentions    | Abstentions                                      | 33 574       | 23,35        | 21 380        | 19,44         |        |
| Blancs et nuls | Blancs et nuls                                   | 2 114        | 1,92         | 2 232         | 2,52          |        |
| Exprimés       | Exprimés                                         | 108 110      | 98,08        | 86 376        | 97,48         |        |

## Résultats par arrondissement

### Arrondissement de Jonzac
| Candidats      | Candidats        | Étiquette           | Premier tour | Premier tour | Deuxième tour | Deuxième tour |
| Candidats      | Candidats        | Étiquette           | Voix         | %            | Voix          | %             |
| -------------- | ---------------- | ------------------- | ------------ | ------------ | ------------- | ------------- |
|                | Fernand Larquier | Radical indépendant | 9 222        | 49,85        | 10 182        | 51,83         |
|                | Robert           | ALP                 | 7 236        | 39,11        | 9 463         | 48,17         |
|                | Ballanger        | Radical indépendant | 2 043        | 11,04        |               |               |
|                |                  |                     |              |              |               |               |
| Inscrits       | Inscrits         | Inscrits            | 22 433       | 100,00       | 22 433        | 100,00        |
| Votants        | Votants          | Votants             | 18 957       | 84,50        | 20 948        | 93,38         |
| Abstention     | Abstention       | Abstention          | 3 476        | 15,50        | 1 485         | 6,62          |
| Blancs et nuls | Blancs et nuls   | Blancs et nuls      | 456          | 2,41         | 1 303         | 6,22          |
| Exprimés       | Exprimés         | Exprimés            | 18 501       | 97,59        | 19 645        | 93,78         |

### Arrondissement de Marennes
| Candidats      | Candidats       | Étiquette           | Premier tour | Premier tour | Deuxième tour | Deuxième tour |
| Candidats      | Candidats       | Étiquette           | Voix         | %            | Voix          | %             |
| -------------- | --------------- | ------------------- | ------------ | ------------ | ------------- | ------------- |
|                | Charles Torchut | PRRRS               | 5 045        | 36,03        | 6 580         | 47,91         |
|                | Rabouin         | ALP                 | 2 819        | 20,13        | Retrait       | Retrait       |
|                | Pierre Voyer    | FR                  | 2 405        | 17,17        | 7 155         | 52,09         |
|                | Poché           | Radical indépendant | 2 330        | 16,64        |               |               |
|                | Chevalier       | Radical indépendant | 790          | 5,64         |               |               |
|                | Roux            | SFIO                | 614          | 4,38         |               |               |
|                |                 |                     |              |              |               |               |
| Inscrits       | Inscrits        | Inscrits            | 18 633       | 100,00       | 18 367        | 100,00        |
| Votants        | Votants         | Votants             | 14 224       | 76,34        | 13 910        | 75,73         |
| Abstention     | Abstention      | Abstention          | 4 409        | 13,66        | 4 457         | 24,27         |
| Blancs et nuls | Blancs et nuls  | Blancs et nuls      | 221          | 1,55         | 175           | 1,26          |
| Exprimés       | Exprimés        | Exprimés            | 14 003       | 98,45        | 13 735        | 98,74         |

### Arrondissement de Rochefort
| Candidats      | Candidats              | Étiquette      | Premier tour | Premier tour | Deuxième tour | Deuxième tour |
| Candidats      | Candidats              | Étiquette      | Voix         | %            | Voix          | %             |
| -------------- | ---------------------- | -------------- | ------------ | ------------ | ------------- | ------------- |
|                | Jean-Marie de Lanessan | ARD            | 6 894        | 49,16        | 7 561         | 52,49         |
|                | Ernest Braud           | PRRRS          | 5 534        | 39,46        | 6 845         | 47,51         |
|                | Pouzet                 | SFIO           | 1 796        | 12,81        |               |               |
|                |                        |                |              |              |               |               |
| Inscrits       | Inscrits               | Inscrits       | 20 857       | 100,00       | 20 857        | 100,00        |
| Votants        | Votants                | Votants        | 14 538       | 70,61        | 14 672        | 70,35         |
| Abstention     | Abstention             | Abstention     | 6 319        | 30,69        | 6 185         | 29,65         |
| Blancs et nuls | Blancs et nuls         | Blancs et nuls | 514          | 3,54         | 266           | 1,81          |
| Exprimés       | Exprimés               | Exprimés       | 14 024       | 96,46        | 14 406        | 98,19         |

### Arrondissement de La Rochelle
| Candidats      | Candidats      | Étiquette           | Premier tour | Premier tour | Deuxième tour | Deuxième tour |
| Candidats      | Candidats      | Étiquette           | Voix         | %            | Voix          | %             |
| -------------- | -------------- | ------------------- | ------------ | ------------ | ------------- | ------------- |
|                | André Hesse    | Radical indépendant | 7 016        | 36,89        | 10 083        | 53,23         |
|                | De Montbron    | ALP                 | 6 850        | 36,02        | 8 860         | 46,77         |
|                | Chatonet       | ARD                 | 4 039        | 21,24        |               |               |
|                | Marcel Coste   | SFIO                | 560          | 2,97         |               |               |
|                | Gratecap       | Radical indépendant | 547          | 2,88         |               |               |
|                | Tassel         | Divers              | 7            | 0,04         |               |               |
|                |                |                     |              |              |               |               |
| Inscrits       | Inscrits       | Inscrits            | 24 372       | 100,00       | 24 372        | 100,00        |
| Votants        | Votants        | Votants             | 19 152       | 78,58        | 19 240        | 78,94         |
| Abstention     | Abstention     | Abstention          | 5 220        | 21,42        | 5 132         | 21,06         |
| Blancs et nuls | Blancs et nuls | Blancs et nuls      | 133          | 0,69         | 297           | 1,54          |
| Exprimés       | Exprimés       | Exprimés            | 19 019       | 99,31        | 18 943        | 98,46         |

### Arrondissement de Saintes

#### 1recirconscription
| Candidats      | Candidats            | Étiquette      | Premier tour | Premier tour |
| Candidats      | Candidats            | Étiquette      | Voix         | %            |
| -------------- | -------------------- | -------------- | ------------ | ------------ |
|                | Jean-Octave Lauraine | PRRRS          | 6 150        | 50,26        |
|                | Thirion              | Conservateur   | 4 158        | 33,98        |
|                | Poitevin             | SFIO           | 1 911        | 15,62        |
|                | Nardourvex           | Divers         | 17           | 0,14         |
|                |                      |                |              |              |
| Inscrits       | Inscrits             | Inscrits       | 16 802       | 100,00       |
| Votants        | Votants              | Votants        | 12 742       | 75,84        |
| Abstention     | Abstention           | Abstention     | 4 060        | 24,16        |
| Blancs et nuls | Blancs et nuls       | Blancs et nuls | 506          | 3,97         |
| Exprimés       | Exprimés             | Exprimés       | 12 236       | 96,03        |

#### 2ecirconscription
| Candidats      | Candidats       | Étiquette      | Premier tour | Premier tour |
| Candidats      | Candidats       | Étiquette      | Voix         | %            |
| -------------- | --------------- | -------------- | ------------ | ------------ |
|                | Camille Nicolle | PRRRS          | 6 208        | 52,12        |
|                | Dufaure         | ALP            | 5 704        | 47,88        |
|                |                 |                |              |              |
| Inscrits       | Inscrits        | Inscrits       | 16 472       | 100,00       |
| Votants        | Votants         | Votants        | 11 919       | 72,36        |
| Abstention     | Abstention      | Abstention     | 4 553        | 27,64        |
| Blancs et nuls | Blancs et nuls  | Blancs et nuls | 7            | 1,06         |
| Exprimés       | Exprimés        | Exprimés       | 11 912       | 99,94        |

### Arrondissement de Saint-Jean d'Angély
| Candidats      | Candidats         | Étiquette      | Premier tour | Premier tour | Deuxième tour | Deuxième tour |
| Candidats      | Candidats         | Étiquette      | Voix         | %            | Voix          | %             |
| -------------- | ----------------- | -------------- | ------------ | ------------ | ------------- | ------------- |
|                | Eugène Réveillaud | PRRRS          | 7 773        | 42,46        | 9 701         | 50,06         |
|                | Clément Villeneau | ALP            | 6 697        | 36,59        | 9 676         | 49,94         |
|                | Morillon          | FR             | 2 345        | 12,81        |               |               |
|                | Privat            | SFIO           | 1 439        | 7,86         |               |               |
|                | Dubois            | Divers         | 51           | 0,28         |               |               |
|                |                   |                |              |              |               |               |
| Inscrits       | Inscrits          | Inscrits       | 23 959       | 100,00       | 23 959        | 100,00        |
| Votants        | Votants           | Votants        | 18 692       | 78,02        | 19 838        | 82,80         |
| Abstention     | Abstention        | Abstention     | 5 267        | 21,98        | 4 121         | 17,20         |
| Blancs et nuls | Blancs et nuls    | Blancs et nuls | 387          | 2,07         | 461           | 2,32          |
| Exprimés       | Exprimés          | Exprimés       | 18 305       | 97,93        | 19 377        | 97,68         |